# 亚历山大·贝洛夫
亚历山大·费奥多罗维奇·贝洛夫（俄语：Александр Фёдорович Белов；1923年11月30日—1980年4月5日）是二战期间的一名红军中士和苏联英雄。贝洛夫在东普鲁士边境升起红旗而获得称号。战后，他复员后成為一名司机。

## 早期生活
1923年11月30日，贝洛夫生于伊万诺沃州杜希洛沃村中的一个农民家庭，小学毕业后，他成了富爾馬諾夫的一座铸造厂里的工人  。

## 第二次世界大战
1942年，贝洛夫被征入苏联红军，当年年末，他在勒熱夫接受了初次战火洗礼，后参加了1943年的斯摩棱斯克戰役 以及1944年的巴格拉基昂行動，在行动中跟随红军夺下了奥尔沙、维捷布斯克、考纳斯等地，並渡过了尼曼河。在奥尔沙的战斗中，贝洛夫和其他几名蘇軍士兵在机枪失灵后推出了一门火炮，在近距离不经瞄准便直轰面前的德军。据说贝洛夫在另一场战斗中被一块弹片击中头部后依然继续战斗。1944年5月2日，贝洛夫获颁三级光榮勳章，当时他是第63步枪师第346步枪团第一营中的一名中士班长。8月22日，贝洛夫又凭借在巴格拉季昂行动中的7月15-19日期间的战功而获得二级衛國戰爭勳章，这时他已升至上士，並担任副排长。
贝洛夫随部队跨过尼曼河后深入東普魯士境内，1944年8月17日，据称他又和一小队蘇軍士兵共同立下了战功，他們拿下一整条德军战壕的同时还亲自击毙了6名德军。在苏方资料中，贝洛夫就是在苏德开战前的东普鲁士边境界碑原址处插上红旗的人，此地位于舍舒佩河沿岸。在作战记录中，贝洛夫所在的排坚守阵地，击退了德方5次反击。贝洛夫再次因作战勇敢而受到嘉奖，1945年3月24日，他获得了苏联最高荣誉——蘇聯英雄金星奖章和列寧勳章。贝洛夫于1944年末加入苏苏联共产党  。

## 战后
贝洛夫在1945年退伍，回到富尔马诺夫市，得到了一份在铁道部门当司机的工作。直到1947年3月，贝洛夫才在克里姆林宫获颁了那两枚本来在两年前就该授予他的勋奖章。贝洛夫死于1980年4月5日，被葬在富尔马诺夫公墓的军人区里。
后来，富尔马诺夫市中的一条街道被以他的名字命名，他的故居墙上也镶上了一块匾牌。 